# 訃報 1984年7月
訃報 1984年7月（ふほう 1984ねん7がつ）では、1984年（昭和59年）7月中に物故した、又は物故が報じられた人物についてまとめる。

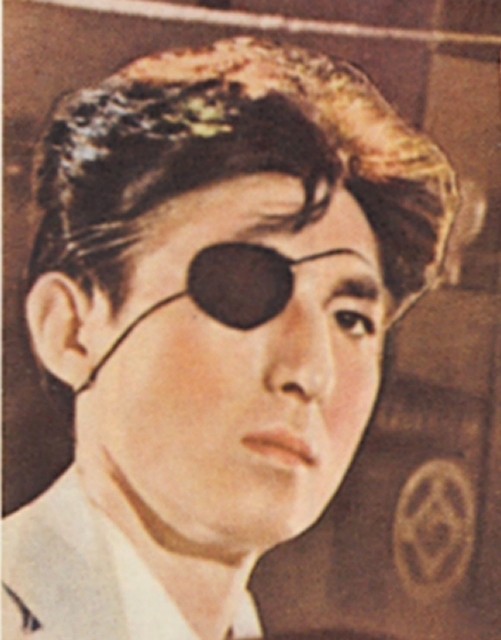
平田昭彦 / 7月25日没

## （1日 - 15日）
- 7月1日 - 綾ノ浪俊一郎[1]、元力士（*1901年）
- 7月1日 - 横田正俊、第4代最高裁判所長官（* 1899年）
- 7月3日 - 平井道子[2]、女優・声優（* 1935年）
- 7月8日 - ブラッシャイ、写真家（* 1899年）

## （16日 - 31日）
- 7月20日 - 野田宇太郎、詩人（* 1909年）
- 7月20日 - ジム・フィックス、エッセイスト（* 1932年）
- 7月23日 - 中村裕、元国立別府病院整形外科医長・大分中村病院創設者・国際パラプレジア医学会副会長（* 1927年）
- 7月25日 - 平田昭彦、俳優（* 1927年）
- 7月26日 - 小山龍三、中日新聞社社主（* 1908年）
- 7月27日 - ジェームズ・メイソン、俳優（* 1909年）
- 7月27日 - ジョージ・ギャラップ、ギャラップ調査の創始者（* 1901年）
- 7月28日 - 真木小太郎、舞台美術家（* 1909年）
- 7月30日 - 今日出海、小説家（* 1903年）
- 7月31日 - ポール・ル・フレム、作曲家（* 1881年）